# Johannes Martinus Burgers
Johannes Martinus Burgers, mit Rufnamen „Jan“, (* 13. Januar 1895 in Arnheim, Niederlande; † 7. Juni 1981 in Washington, D.C., USA) war ein niederländischer Physiker. Er war Bruder des Physikers und Kristallographen Willie Gerard Burgers.
Seine Hauptarbeitsgebiete waren Fluidmechanik, Festkörpermechanik, Kontinuumsmechanik und Materialtheorie. Auf Burgers gehen aus der Angewandten Mathematik die Burgersgleichung und damit verbunden die Burgers-Turbulenzmodelle der Fluidmechanik zurück; des Weiteren sind ihm bezüglich der Theorie der Versetzungen der Burgersvektor und bezüglich der Viskoelastizitätstheorie das Burgers-Material zu verdanken.

## Leben
Burgers studierte zunächst Physik in Leiden unter der Anleitung von Paul Ehrenfest. Seine Antwort auf eine Preisfrage von Teylers Stichting führte dazu, dass er im Januar 1918 als „Conservator“ im physikalischen Labor von Teylers Museum angestellt wurde. Dort arbeitete er zusammen mit dem „Curator“ Hendrik Antoon Lorentz, wurde aber bereits im Oktober als Professor an die Technische Hochschule Delft berufen. Zu der Zeit war er 23 Jahre alt. Nach dieser Berufung promovierte er im November 1918 bei Ehrenfest, wobei er seine Antwort auf die erwähnte Preisfrage als Doktorarbeit einreichte. In Delft hatte er Gelegenheit zu lehren und sich ausgiebig der Forschung zu widmen. Im Jahr 1939 verfasste Burgers eine grundlegende Arbeit zur Theorie der Gleitebenenversetzungen in kristallinen Festkörpern und führte darin den Burgers-Vektor ein, der den Versetzungsvorgang beschreibt.
1946 war er Mitbegründer der International Union of Theoretical and Applied Mechanics (IUTAM), deren erster Generalsekretär er wurde. Dieses Amt hatte er von 1946 bis 1952 inne.
1955 wanderte Burgers in die Vereinigten Staaten aus, wo er einen Posten an der Universität von Maryland annahm, den er bis zu seiner Pensionierung ausfüllte. 1956 wurde er Fellow der American Physical Society. 1959 wurde er in die American Academy of Arts and Sciences gewählt.
1974 wurde er mit dem Otto-Laporte-Preis ausgezeichnet.

## Werke und Schriften
- Some considerations on the fields of stress connected with dislocations in a regular crystal lattice. Koninklijke Nederlandse Akademie van Wetenschappen, Afdeling Natuurkunde : Proceedings of the Section of Sciences, ISSN 0370-0348, Bd. 42, 1939, S. 293–325, 378–399.
- Mathematical examples illustrating relations occurring in the theory of turbulent fluid motion. Verhandelingen der Koninklijke Nederlandse Akademie van Wetenschappen, Afdeeling Natuurkunde, Reihe 1, ISSN 0373-4668, Bd. 17, H. 2, 1939, S. 1–53

Post mortem veröffentlicht
- F. T. M. Nieuwstadt, J. A. Steketee (Herausgeber): Selected Papers of J. M. Burgers. Kluwer Academic, Dordrecht 1995, ISBN 0-7923-3265-2